# حيرام بي. كلاوسون
حيرام بي. كلاوسون (بالإنجليزية: Hiram B. Clawson)‏ هو قسيس وشخصية أعمال أمريكي، ولد في 7 نوفمبر 1826 في أوتيكا في الولايات المتحدة، وتوفي في 29 مارس 1912 في مدينة سولت ليك في الولايات المتحدة.